# Ancistrocladus attenuatus
Ancistrocladus attenuatus är en tvåhjärtbladig växtart som beskrevs av William Turner Thiselton Dyer. Ancistrocladus attenuatus ingår i släktet Ancistrocladus och familjen Ancistrocladaceae. Inga underarter finns listade i Catalogue of Life.